# 오토 데슬로흐

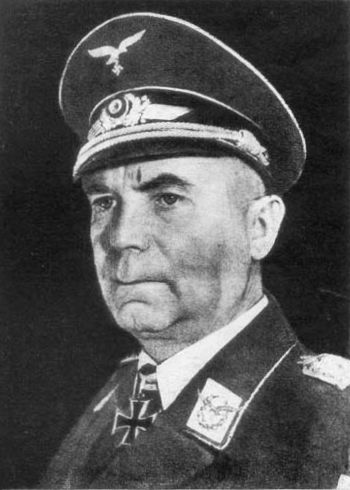

오토 데슬로흐(독일어: Otto Deßloch, 1889년 1월 11일 ~ 1977년 5월 13일)는 제2차 세계대전 때 독일 공군(루프트바페, Luftwaffe)의 백엽 기사 철십자 훈장을 수여받은 장군이다.
데쓰로흐는 제2차 세계대전때 동부전선의 공군을 지휘했다. 파리가 연합국에게 함락되자 1944년 9월 데스로흐는 도시 폭격을 지시해 약 200명의 프랑스인들을 살상했다.